# Église de Waltham Abbey
L'église de Waltham Abbey (anglais : Abbey Church of Waltham Holy Cross and St Lawrence) est l'église paroissiale de la ville de Waltham Abbey, située dans l'Essex, en Angleterre. Il s'agit d'un lieu de culte depuis le VIIe siècle. Le bâtiment actuel date principalement du début du XIIe siècle et est un bel exemple d'architecture normande. À l'est de l'église existante, on trouve des traces témoignant d'un énorme élargissement du bâtiment vers l'est, commencé après la refondation de l'abbaye en 1177. Au Moyen Âge tardif, Waltham était l'une des plus grandes églises d'Angleterre et un site majeur de pèlerinage; en 1540, ce fut la dernière communauté religieuse à être fermée lors de la dissolution des monastères. Il s'agit aujourd'hui encore d'une église paroissiale anglicane active pour la ville.
Les bâtiments monastiques et les parties de l'église situées à l'est de la croisée du transept furent démolis lors de la dissolution, et la tour centrale normande ainsi que les transepts s'effondrèrent en 1553. L'église actuelle se compose de la nef de l'église abbatiale normande, de la Lady Chapel (en) et du mur ouest du XIVe siècle, et de la tour ouest du XVIe siècle, ajoutée après la dissolution. 
Harold Godwinson est supposé être enterré dans le cimetière actuel.

## Histoire
Des fouilles effectuées entre 1984 et 1991 révélèrent que le site était beaucoup plus ancien que ce que l'on pensait auparavant. Il existe des preuves attestant de la présence de cinq églises distinctes à Waltham.

### La première église de Waltham (VIIesiècle)
Des traces de débris de silex provenant des fondations d'une église en bois datant du VIIe siècle ont été trouvées sous le chœur de l'édifice actuel; une sépulture associée fut datée par le carbone 14 à une période allant de 590 à 690. Une date proposée en 610 environ placerait sa construction sous le règne du roi Sæberht d'Essex qui était connu pour ses activités concernant la construction d'églises. D'autres découvertes comprenaient un fermoir de livre, un article de joaillerie du Kent datant du VIIe siècle, représentant des aigles enserrant un poisson.

### La deuxième église (VIIIesiècle)
Pendant le règne du roi Offa de Mercie, qui exerçait son autorité jusqu'à l'Essex à la fin du VIIIe siècle, un bâtiment en pierre de Barnack fut construit autour de l'ancienne église en bois. Il mesurait la moitié de la longueur du bâtiment actuel, il s'agissait d'une église de type portique avec des chambres de chaque côté de la nef. Il fut conçu comme Minster servant plusieurs collectivités de la région.

### La légende de la Sainte-Croix
Au début du XIe siècle, l'église et le manoir de Waltham étaient tenus par un thegn anglo-danois qui s'appelait Tovi le fier (en). Une légende, enregistrée au XIIe siècle, De Inventione Sanctœ Crucis Nostrœ ("La découverte de notre Sainte-Croix") ou "Waltham Chronicle" (la chronique de Waltham), rapporte qu'en 1016 environ, le forgeron d'un autre domaine appartenant à Tovi, situé à Montacute, près de Glastonbury, trouva un grand crucifix en silex (ou marbre) noir, enterré au sommet d'une colline, après un rêve. Tovi fit charger la croix sur un char à bœufs, mais les bœufs n'allaient que dans une seule direction, ils poursuivirent leur chemin chaque jour et finirent par arriver à Waltham, un voyage d'environ 240 km. Cette Sainte Croix fut installée à l'église et devint rapidement l'objet d'un pèlerinage. On dit que Tovi aurait reconstruit l'église, mais des preuves modernes suggèrent qu'il a probablement conservé la structure du bâtiment datant du VIIIe siècle.

### La troisième église (Fondation du roi Harold)
Après la mort de Tovi, son fils se retrouva endetté et le domaine revint au roi Édouard le Confesseur. Puis il en fit don à Harold Godwinson (qui devint par la suite le roi Harold II), qui reconstruisit, refonda et dota richement l'église qui fut inaugurée en 1060; une légende dit que ce fut parce que, dans son enfance, il avait été miraculeusement guéri de paralysie par la Sainte-Croix. La nouvelle église fut placée sous le contrôle d'un doyen et d'un collège (en) de douze prêtres mariés. Des preuves suggèrent que la pierre et certaines parties des fondations de l'ancienne église ont été réutilisées pour le nouvel édifice, tous deux étaient dotés de collatéraux, d'un grand transept, d'une petite abside à l'est, et les deux nefs avaient la même longueur.

### La quatrième église (normande)
Dans les années 1090, l'édifice de Harold fut démoli et une nouvelle église avec tour centrale et transepts de style normand commença à voir le jour. Les fondations saxonnes et une partie de la maçonnerie furent réutilisées, de la pierre venant de Reigate, du Kent et de Caen, en Normandie, fut ajoutée. L'église était cruciforme, avec une tour à la croisée du transept et deux plus petites tours à l'extrémité ouest. La nef était dotée de piliers massifs normands typiques, avec des décorations incisées et des arcs semi-circulaires supportant un triforium et une claire-voie situés au-dessus. À l'est, une longue chapelle a peut-être abrité la Sainte Croix. La reconstruction, qui avait commencé à l'extrémité est, fut achevée en 1150 environ. Bien qu'il y ait une ressemblance stylistique marquée avec la cathédrale de Durham, une étude récente relative aux caractéristiques de l'église et la comparaison avec d'autres sites ont conclu que l'architecte de Waltham avait été formé dans l'Est-Anglie. Cette construction constitue le tissu principal de ce qui a survécu jusqu'à aujourd'hui.

### La cinquième église (l'abbaye augustinienne)

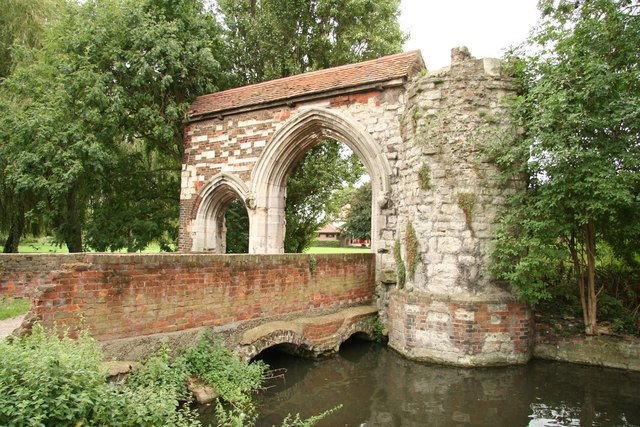
Pont qui a survécu et guérite de l'abbaye

En 1177, l'abbaye fut à nouveau refondée, mais cette fois comme prieuré augustinien doté de 16 canons, par Henri II, dans le cadre de sa pénitence pour l'assassinat de Thomas Becket. La reconstruction, dans le style architecture gothique anglaise, rendit l'abbaye beaucoup plus vaste que le bâtiment normand d'origine, comme en témoignent aujourd'hui les traces dans le parc de l'abbaye. Ces parties de l'église normande situées à l'est de la croisée des transepts furent démolies, et une nouvelle église, avec sa propre nef, une deuxième paire de transepts et une autre tour à la nouvelle croisée, virent le jour. La nef normande fut conservée comme église paroissiale, séparée de la nouvelle par un écran. L'ensemble du bâtiment était désormais plus long que la cathédrale de Winchester. Un cloître fut construit au nord de la nouvelle nef. Un court passage menant au cloître existe toujours; il fait partie, ainsi qu'une guérite du XIVe siècle, des seuls bâtiments monastiques qui ont survécu.
En 1184, Henri éleva le statut de l'église en abbaye; il nomma un abbé et le nombre de canons fut porté à 24. Une fois achevée, l'abbaye fut finalement consacrée à nouveau le 30 septembre 1242 par Guillaume, évêque de Norwich. La Sainte-Croix attirait de nombreux pèlerins et l'abbaye devint un lieu populaire pour accueillir pendant une nuit rois et autres notables chassant dans l'Epping Forest. Henry VIII était un visiteur habituel et est supposé avoir eu une maison ou un pavillon à RomeLand, à côté de l'abbaye. Au cours de leur voyage l'été 1532, Henry et la reine Anne Boleyn séjournèrent à Waltham Abbey pendant cinq jours.

### La dissolution
Waltham fut la dernière abbaye d'Angleterre à être dissoute. Le 23 mars 1540, le dernier abbé, Robert Fuller, rendit l'abbaye et ses propriétés à des commissaires de Henri, leur revenu annuel étant évalué à 1 079 livres, 12 shillings et un penny (en). En retour, l'abbé reçut une généreuse pension sous forme de propriétés avec un revenu annuel de 200 £; le prieur reçut une rente annuelle de 20 £ et seize canons d'une valeur comprise entre 5 £ et 10 £ selon l'ancienneté. Thomas Tallis, qui avait pris, en automne 1538, le poste d'« homme de chant » principal (souvent interprété comme organiste et chef de chœur (en)), reçut 20 shillings en arriérés de salaires et 20 shillings en « récompense ». Après celui de Waltham, Tallis continua son chemin et obtint un poste dans le chœur de la cathédrale de Canterbury. La Sainte-Croix disparut à ce moment-là sans laisser de trace. Le roi Henri suggéra Waltham dans la liste des nouvelles cathédrales pour l'Église d'Angleterre, mais cette proposition ne fut pas retenue. En 1541, le roi loua le manoir de Waltham à Anthony Denny, membre éminent de la chambre Privée (en) et confident du roi. À la mort de Denny, en 1549, ses domaines furent transmis à sa veuve Joan, et en 1553, elle acheta le manoir de Waltham; elle mourut la même année. Le manoir passa ensuite dans les mains de son fils Henri qui décéda en 1574, laissant deux fils; l'aîné, Robert, qui mourut en 1576, fut remplacé par Édouard Denny (en) qui devint Baron Denny de Waltham en 1604 et comte de Norwich (en) en 1626. Édouard réutilisa les pierres du chœur gothique démoli et du sanctuaire (la cinquième église) pour l'Abbey House, la somptueuse abbaye qu'il construisit au nord du cimetière; ce qu'il restait de la nef normande continua à être utilisé comme église paroissiale de la ville.

### Histoire architecturale plus récente
En 1553, peu de temps après la démolition du chœur, de la croisée du transept et du sanctuaire datant du XIIe siècle, la tour normande du XIe siècle, située à l'extrémité est de la nef, s'effondra. Elle fut remplacée par une nouvelle tour à l'opposé de l'église, attenante à la paroi ouest datant du XIVe siècle et chevauchant l'entrée principale. Les travaux commencèrent en 1556 et s'achevèrent l'année suivante; ce fut la seule tour de l'église construite en Angleterre pendant le règne de la reine Marie 1re.

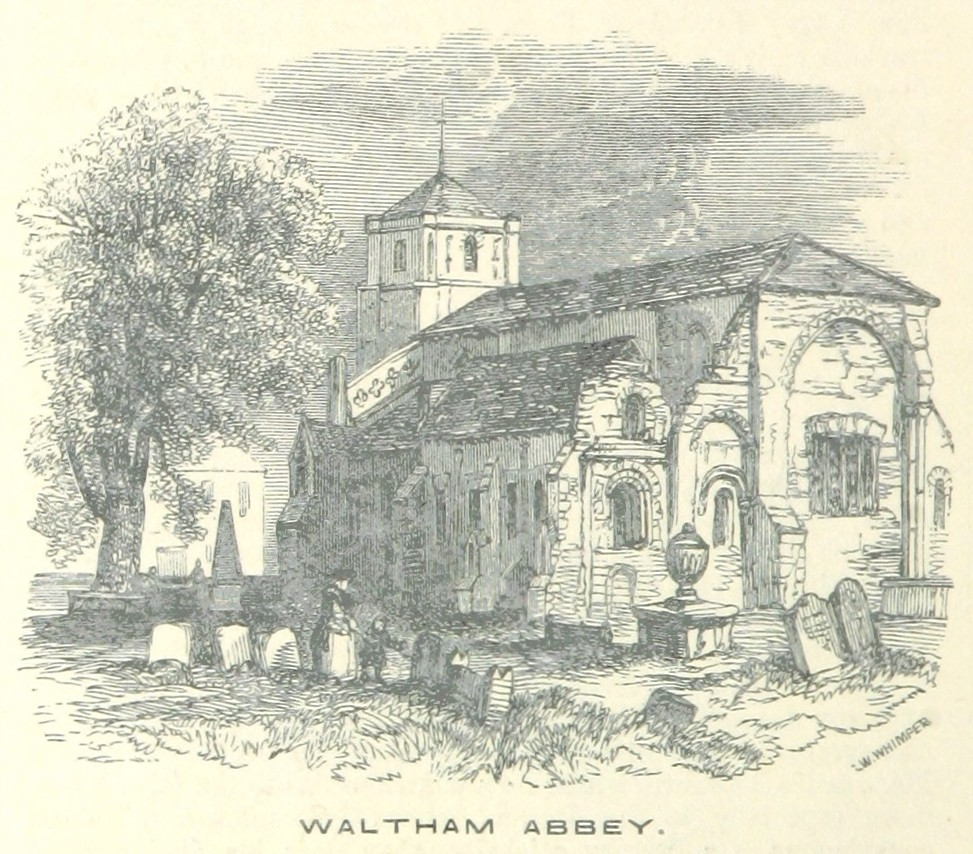
Abbaye de Waltham illustrée en 1851, avant les travaux de reconstruction

En 1859, l'architecte William Burges fut chargé de procéder à la restauration du site et à la rénovation de l'intérieur. La restauration était vaste; suppression de bancs et de galeries sur les côtés sud et ouest, nouveau plafond (peint avec des signes du zodiaque, comme à la cathédrale de Peterborough), nouveau sanctuaire et reconstruction significative. Les plans furent exposés à la Royal Academy. Les travaux furent achevés en 1876. De l'avis du biographe de Burges, J. Mordaunt Crook (en), « (L'intérieur de Burges) fait face au Moyen Âge en tant qu'égal. » L'historien de l'architecture Nikolaus Pevsner a dit que le remodelage de Burges a été réalisé « avec toute la laideur robuste que cet architecte aimait ». L'édition révisée en 2007 de son livre adopte une vue plus sympathique, décrivant le travail de Burges comme « novateur (et) puissant ». Une restauration plus délicate fut entreprise en 1964.

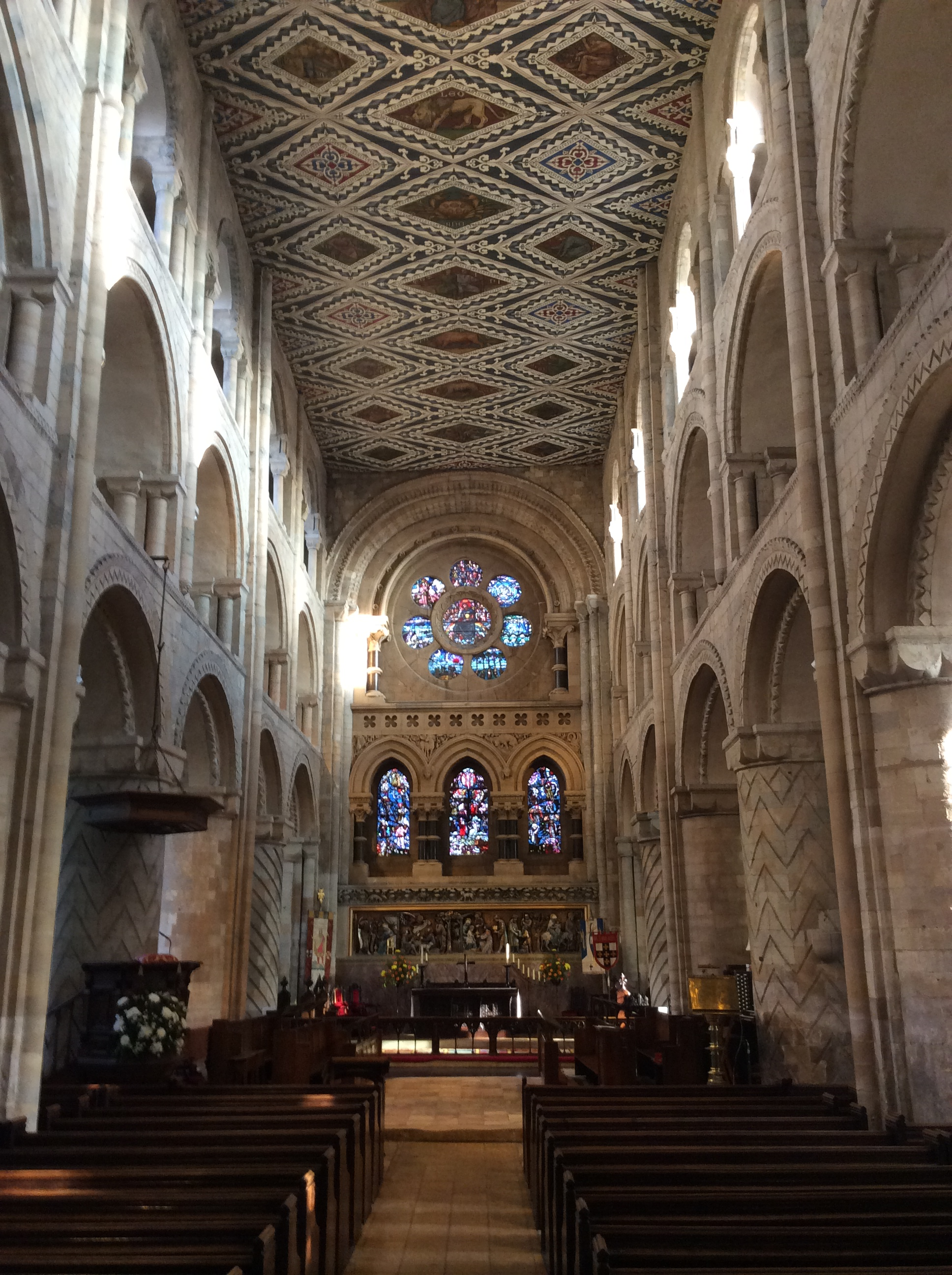
Paroi est de Burges et plafond chinois

Les vitraux de l'abbaye incluent les premiers travaux d'Edward Burne-Jones dans la rosace et les lancettes de la paroi est, et d'Archibald Keightley Nicholson (en) dans la chapelle de la Vierge (Lady Chapel). Trois des fenêtres de la chapelle de la Vierge créées par Nicholson représentent l'Annonciation, la Nativité et la Présentation de Jésus au Temple. La création d'une quatrième fenêtre - destinée à illustrer l'Épiphanie - fut interrompue par la Seconde Guerre mondiale et les travaux ne reprirent jamais. En avril 1941, une mine allemande de 500 kg lâchée par un parachute explosa dans un champ près de Romeland, détruisant la plupart des fenêtres situées sur la façade nord de l'église. En mars 1945, un missile V2 atterrit sur Highbridge Street, détruisant la « fenêtre des sonneurs » (Bellringers Window) de la tour; une photographie détaillée de la fenêtre teintée à la main, découverte en 2007, peut éventuellement permettre que cette fenêtre soit à nouveau créée.
L'abbaye de Waltham est réputée pour ses peintures du XVe siècle évoquant le Jour du jugement (Doom paintings).

### Le mystère de la tombe du roi Harold
Alors qu'il se rendait à la bataille de Stamford Bridge pour lutter contre Guillaume de Normandie, Harold s'arrêta pour prier à Waltham; le cri de guerre des troupes anglaises à Hastings était « Sainte-Croix. » Selon Gesta Guillelmi, un récit de la bataille écrit par Guillaume de Poitiers dans les années 1070, le corps de Harold fut remis à Guillaume Malet, un compagnon de Guillaume le Conquérant, afin d'être inhumé; le duc Guillaume refusa l'offre faite par la mère de Harold, Gytha, consistant à échanger le corps de Harold contre son poids en or. Le récit rapporte également que certains Normands firent remarquer « en plaisantant » que « celui qui gardait la côte avec un zèle si insensé devrait être enterré au bord de la mer », mais il ne dit pas si ce fut réalisé. Un autre récit, le Carmen de Hastingae Proelio, qui aurait été écrit quelques mois seulement après la bataille, dit qu'il a été enseveli sous un cairn situé au sommet d'une falaise, mais cette version n'apparaît nulle part ailleurs.

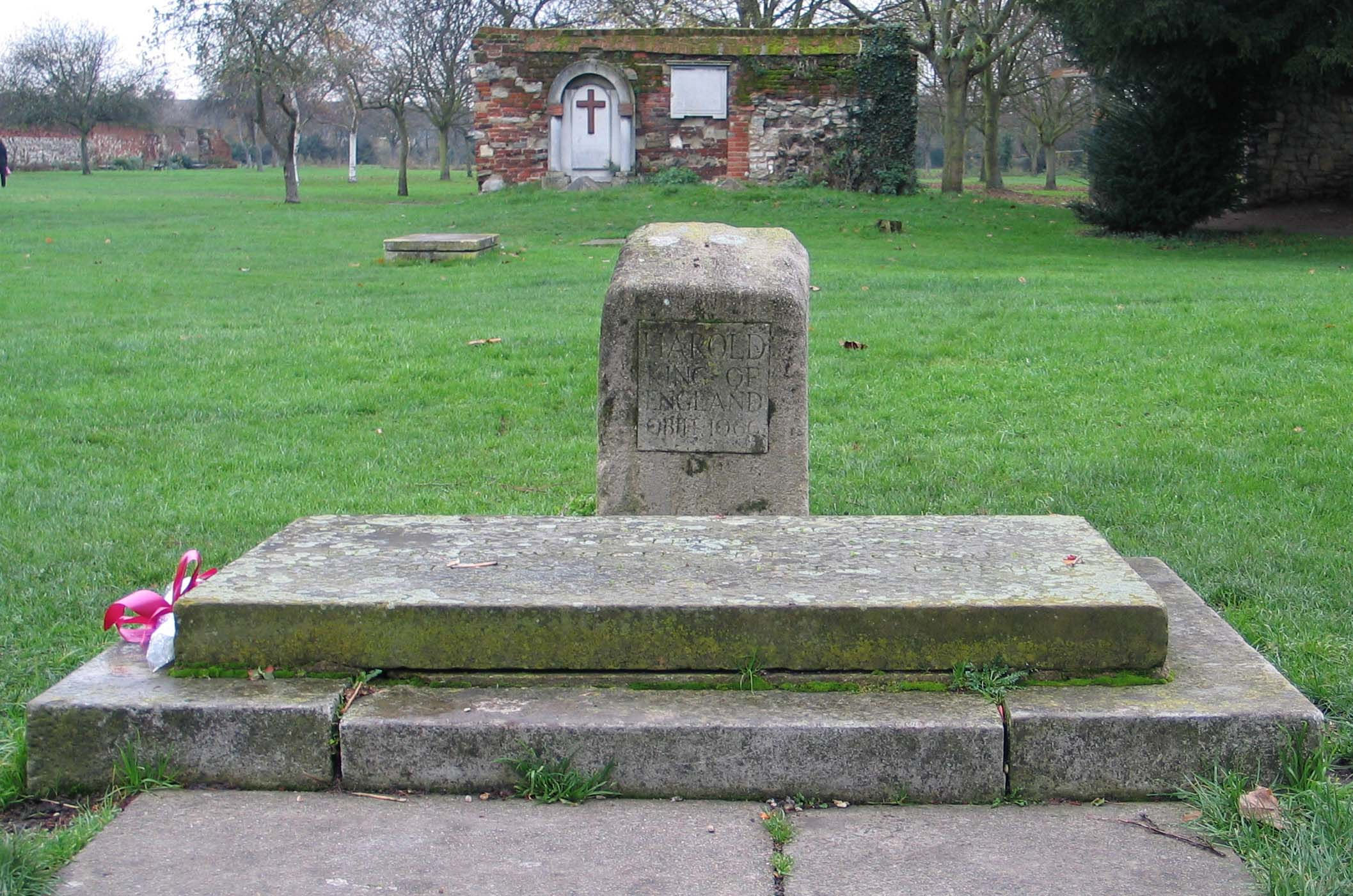
Tombeau renommé du roi Harold II sous le site du maître-autel

Guillaume de Malmesbury écrivit dans le Gesta Regum Anglorum en 1125 que le refus d'accepter l'or de Gytha signifiait simplement que le corps de Harold était remis sans paiement et qu'on l'emmenait du champ de bataille à Waltham pour l'enterrement. Cette version est soutenue par le Roman de Rou, écrit par Wace dans les années 1160. Le récit médiéval final, qui est aussi le plus détaillé, vient de la chronique intitulée la Waltham Chronicle. L'auteur décrit comment deux canons de Waltham, Osgod Cnoppe et Aethelric Childemaister, accompagnèrent Harold de Waltham à Hastings. Après la bataille, ils demandèrent la permission de récupérer le corps de Harold, qui ne pouvait être identifié que par sa concubine, Edith Swanneck, qui reconnut des « marques secrètes ». Le corps fut amené de Hastings à Waltham et enterré sous le plancher de l'église. Cette histoire fut relatée à l'auteur de la chronique lorsqu'il était enfant, par Turketil, le vieux sacristain, qui affirmait lui-même que, lorsqu'il était enfant, il avait été témoin de l'arrivée de Harold de Stamford Bridge, puis plus tard de l'enterrement du roi. L'auteur lui-même affirme avoir vu le corps de Harold être exhumé et déplacé deux fois au cours des travaux de reconstruction qui commencèrent en 1090.
En 1177, la Waltham devint une fondation augustinienne, et les nouveaux titulaires publièrent Vita Haroldi (« La vie de Harold ») peu de temps après; le récit raconte une légende selon laquelle Harold aurait survécu à la bataille et se serait retiré en ermite soit à Chester soit à Canterbury; on pense que la raison d'une telle affirmation était de détourner l'attention de la tombe de Harold située dans l'église, car il s'agissait encore d'un personnage politiquement sensible dans la classe dirigeante normande.
Au XVIIIe siècle, l'historien David Hume écrivait que Harold avait été enterré à côté du maître-autel de l'église normande pour ensuite être déplacé dans le chœur de l'abbaye augustinienne plus récente. Les visiteurs purent voir une dalle de pierre portant l'inscription « Hic iacet Haroldus infelix » (« Ci-gît Harold le malheureux »), même si cette partie de l'abbaye fut détruite lors de la Dissolution. On ignore d'où Hume tenait cette information.

## Traduction
- (en) Cet article est partiellement ou en totalité issu de l’article de Wikipédia en anglais intitulé « Waltham Abbey Church » (voir la liste des auteurs).